# Regió d'Anatòlia del Nord-Est (estadística)
La regió d'Anatòlia del Nord-Est (TRA) és una de les 12 regions estadístiques de Turquia.

## Subregions i províncies
- Subregió d'Erzurum (TRA1)
  - Província d'Erzurum (TRA11)
  - Província d'Erzincan (TRA12)
  - Província de Bayburt (TRA13)
- Subregió d'Ağrı (TRA2)
  - Província d'Ağrı (TRA21)
  - Província de Kars (TRA22)
  - Província de Tsolakert (TRA23)
  - Província d'Ardahan (TRA24)